# Flowers of Evil
Flowers of Evil（フラワーオブイビル）はパンク・ロックバンド。2017年12月活動開始。元米米CLUBのギタリスト・博多めぐみとりー・ふぁーふぁー（元アイドルグループ・アトランティス城のサリー（河西朱莉））によって結成された。2019年3月からENRIQUEとHirokiが加入、四人体制になる。2020年10月4日、活動休止。

## メンバー
りー・ふぁーふぁー
- ボーカル・作詞担当。1998年10月30日生まれ。元アイドルグループ「アトランティス城」のメンバー、サリー（河西朱莉）として活動していた。西武ライオンズの熱狂的ファン。

博多めぐみ
- ギター・作曲担当。1962年7月2日生まれ。米米CLUB結成時の初期ギタリスト。

ENRIQUE
- ベース担当。1964年2月3日生まれ。BARBEE BOYSのベーシストとしても知られる。2019年3月からFlowers of Evilに参加。

Hiroki
- ドラム担当。2019年3月からFlowers of Evilに参加。C-GATE、 Sailing Before The Wind、A Ghost of Flareなどのサポート含め、多数のバンドに参加している。

## ディスコグラフィー
| 発売日       | タイトル        | 規格品番 | 収録曲                                                                  | 備考 |
| ------------ | --------------- | -------- | ----------------------------------------------------------------------- | --- |
| 2020年1月1日 | Flowers of Evil |          | 1.魔法がもしも使えたならば 2.うちのワンコ 3.マウントばばぁ 4.生きてる心 | ジャケットはP.I.L.の『フラワーズ・オブ・ロマンス』のオマージュ。 イラストは漫画家「凸ノ高秀」が手がけた。 |